# کلوین ون در لینده
کلوین ون در لیند (انگلیسی: Kelvin van der Linde؛ زادهٔ ۲۰ ژوئن ۱۹۹۶) راننده مسابقه‌ای، و راننده خودروی مسابقه‌ای اهل آفریقای جنوبی است.